# 云南黄皮
云南黄皮（学名：Clausena yunnanensis）是芸香科黄皮属的植物，为中国的特有植物。分布在中国大陆的广西、云南等地，生长于海拔500米至1,300米的地区，多生长于山地密林中，目前尚未由人工引种栽培。
其种加词 yunnanensis 意为“云南的”。

## 变种
- Clausena yunnanensis var. dolichocarpa L.
- 㟖岗黄皮 Clausena yunnanensis var. longgangensis C.F.Liang & Y.X.Lu
- 云南黄皮 Clausena yunnanensis var. yunnanensis